# Tania Tinoco
Tania Mireya Tinoco Márquez (Machala, 2 agosto 1963 – Cleveland, 21 maggio 2022) è stata una giornalista ecuadoriana.

## Biografia
Tania Tinoco nacque a Machala il 2 agosto del 1963. All'età di 11 anni si trasferì col padre a Guayaquil, dove studiò presso la Unidad Educativa Bilingüe de La Inmaculada.
All'età di 15 anni, divenne membro dell'associazione giornalistica scolastica. La sua prima relazione per la rivista della scuola riguardava un'intervista con il cantante José Luis Rodríguez. Questo contribuì nella sua decisione di diventare giornalista come professione.
Studiò giornalismo presso l'Università Laica Vicente Rocafuerte.
Nel dicembre del 1983, all'età di 20 anni, con l'aiuto della direttrice del suo collegio, venne presa in considerazione al fine di lavorare in un canale.
Nel 1986, il direttore del telegiornale chiese a Tania di leggere le notizie. Così entrò a far parte del notiziario serale Telemundo.
Il 30 maggio del 1992, si sposò con Bruce Hardeman, uomo d'affari svizzero con il quale ebbe due figli.
Il 7 aprile del 2022, l'azienda televisiva riferì attraverso un comunicato stampa che Tania Tinoco era stata ricoverata a Guayaquil per un problema respiratorio. Pochi giorni dopo, venne trasportata nella città di Cleveland, negli Stati Uniti, dove venne operata chirurgicamente.
Morì il 21 maggio del 2022, all'età di 58 anni.

## Riconoscimenti
Il 29 gennaio del 2015 venne premiata dall'Unione Nazionale Giornalisti dell'Ecuador con il Premio Nazionale di Giornalismo Eugenio Espejo, nella categoria televisione, per il documentario intitolato Los niños de Génova.